# S.E.A. Write Award
Der S.E.A. Write Award oder auch Southeast Asian Writers Award ist ein wichtiger Literaturpreis im südostasiatischen Raum. Er wird für ein herausragendes Werk oder als Anerkennung des Gesamtwerkes eines Autors verliehen.
Er wird seit 1979 jährlich im Oktober in Bangkok an Schriftsteller aus den ASEAN-Staaten vergeben, dazu gehören Brunei, Indonesien, Kambodscha, Laos, Malaysia, Myanmar, die Philippinen, Singapur, Thailand and Vietnam.
Liste der Preisträger:
| Jahr | Preisträger/in                          | Mitgliedstaat |
| ---- | --------------------------------------- | ------------- |
| 2010 | Wijaya                                  | Brunei        |
|      | Afrizal Malna                           | Indonesien    |
|      | Dara Kanlaya                            | Laos          |
|      | Zaen Kasturi                            | Malaysia      |
|      | Marjorie Evasco                         | Philippinen   |
|      | Johar Bin Buang                         | Singapur      |
|      | Zakariya Amataya                        | Thailand      |
|      | Nguyen Nhat Anh                         | Vietnam       |
| 2011 | Mohd Zefri Ariff bin Mohd Zain Ariff    | Brunei        |
|      | D. Zawawi Imron                         | Indonesien    |
|      | Bounthanong Xomxayphol                  | Laos          |
|      | Mohd Zakir Syed bin Syed Othman         | Malaysia      |
|      | Romulo P. Baquiran, Jr.                 | Philippinen   |
|      | Robert Yeo Cheng Chuan                  | Singapur      |
|      | Jadej Kamjorndet                        | Thailand      |
|      | Nguyen Chi Trung                        | Vietnam       |
| 2012 | Pengiran Haji Mahmud bin Pengiran Damit | Brunei        |
|      | Oka Rusmini                             | Indonesien    |
|      | Duangxay Luangphasy                     | Laos          |
|      | Haji Ismail bin Kassan                  | Malaysia      |
|      | Charlson Ong Ong                        | Philippinen   |
|      | Suchen Christine Lim                    | Singapur      |
|      | Wipas Srithong                          | Thailand      |
|      | Trung Trung Dinh                        | Vietnam       |
| 2013 | Haji Masri Haji Idris                   | Brunei        |
|      | Sok Chanpal                             | Kambodscha    |
|      | Linda Christanty                        | Indonesien    |
|      | Soukhee Norasilp                        | Laos          |
|      | Mohamed Ghozali bin Abdul Rashid        | Malaysia      |
|      | Rebecca T. Anonuevo-Cunada              | Philippinen   |
|      | Yeng Pway Ngon                          | Singapur      |
|      | Angkarn Chanthathip                     | Thailand      |
|      | Thai Ba Loi                             | Vietnam       |